# 斯通里奇 (紐約州)
斯通里奇（英語：Stone Ridge）是位於美國紐約州阿爾斯特縣的普查規定居民點。

## 人口
根據2020年美國人口普查的數據，斯通里奇的面積為15.54平方千米，當中陸地面積為15.42平方千米，而水域面積為0.12平方千米。當地共有人口1234人，而人口密度為每平方千米79.41人。